# 손용우
손용우(孫龍祐, 1923년 1월 19일 ~ 1999년 2월 23일)는 대한민국의 독립운동가·정치인이다. 창씨개명의 이름은 덴비 마사오(天日正雄).
경기도 양평군 설악면(지금의 가평군) 출신으로 경성부에서 성장한 그는 일제 패망을 예견하고 이를 계몽하며 동아일보와 조선일보 폐간을 성토하는 등 민족의식을 고취하는 항일운동으로 1940년 일경에 체포돼 징역 1년 6개월을 선고받고 투옥돼 2년 3개월간 복역했다.
해방 이후 사회주의 활동을 했는데, 여운형의 비서를 하는 등 조선공산당 활동을 하였다. 남로당에서 활동했다는 의혹이 있으나, 연합뉴스 보도에 따르면 이에 대한 증언이 서로 엇갈리므로 확실하지 않다고 국가보훈처 관계자가 밝혔다.
TV조선은 손용우가 1947년 월북해 밀명을 받았으며, 6·25 전쟁 당시 경기도 설악면 세포조직책이었으며 손씨의 여동생과 사촌 두 명이 각각 조선민주여성동맹(여맹)과 자위대원으로 활동하다가 월북했다고 보도했다.

## 수훈
손용우 측은 1982·1986ㆍ1990ㆍ1991ㆍ2005ㆍ2008년 총 6차례에 걸쳐 보훈신청을 했다. 당초엔 독립유공자가 사회주의 활동 경력이 있으면 포상할 수 없도록 되어 있었으나, 2017년 기준을 개정하면서 북한 정권 수립에 기여하지 않았을 경우 포상할 수 있도록 완화되었다.
2018년 8월 15일 건국훈장 애족장(5등급)을 받았다. 정부가 밝힌 손용우의 독립운동 공적은 다음과 같다:
"1940년 서울에서 일본이 패전할 것이라 선전하고, 동아·조선일보 폐간의 부당성을 성토하며 민족 의식을 고취하다 체포돼 징역 1년 6개월을 받음."
조선일보는 2017년 11월 보훈처에 보고된 '독립 유공자 포상 범위 및 기준 개선방안 학술연구 용역 최종 보고'에는 손용우가 "6·25 전 본적지에 드나들며 남조선로동당에서 활약했다"고 적시되어 있으나 보훈처가 이 내용을 공개하지 않고 유공자 서훈을 했다고 보도했다.
국가보훈처는 이에 대한 해명자료를 통해 "당시 공적심사위원회에선 독립운동 공적은 물론 광복 후 남로당 활동설을 포함한 모든 행적을 심사해 (손 선생을) 포상자로 의결했다"고 설명했다. 보훈처는 "독립운동으로 2년 3개월의 옥고를 치른 손 선생의 광복 후 조선공산당 관련 활동은 확인이 됐으나 남로당 활동 여부에 대해서는 관련자들의 증언이 엇갈리고 있다"고 밝혔다.

## 가족 관계
- 딸 : 손혜원 (1955년 1월 23일 ~ )
- 4남 : 손현